# Santeri Haarala
Santeri Haarala né le 17 décembre 1999 à Tampere en Finlande, est un footballeur finlandais. Il évolue au poste d'ailier droit au Djurgårdens IF.

## Biographie

### En club
Né à Tampere en Finlande, Santeri Haarala est formé par le club local du FC Ilves, où il commence sa carrière professionnelle. Il joue son premier match le 28 octobre 2017, contre l'IFK Mariehamn en championnat. Il entre en jeu à la place de Marius Noubissi et son équipe de s'impose par un but à zéro.
Le 6 janvier 2021, Santeri Haarala rejoint le KuPS Kuopio. Il signe un contrat de deux ans, plus une année supplémentaire en option.
Avec cette équipe il remporte la Coupe de Finlande, étant titularisé le 8 mai 2021 lors de la finale face au HJK Helsinki. Son équipe s'impose après une séance de tirs au but.
En janvier 2023, Santeri Haarala fait son retour au FC Ilves. Le transfert est annoncé dès le 9 novembre 2022 et il signe un contrat courant jusqu'en décembre 2024.
Le 22 août 2024, Santeri Haarala rejoint la Suède pour s'engager en faveur du Djurgårdens IF. Il signe un contrat de trois ans et demi, soit jusqu'en décembre 2027,.
Haarala marque son premier but pour le Djurgårdens IF le 19 septembre 2024, face au BK Häcken en championnat. Titulaire, il ouvre le score et participe ainsi à la victoire de son équipe par deux buts à un.

### En sélection
Le 2 septembre 2024, Santeri Haarala est convoqué pour la première fois avec l'équipe nationale de Finlande par le sélectionneur Markku Kanerva. Il remplace Daniel Håkans, présent dans la liste initiale mais finalement forfait sur blessure.

## Palmarès
KuPS Kuopio
- Coupe de Finlande (1) :
  - Vainqueur : 2021.

 FC Ilves
- Coupe de Finlande (1) :
  - Vainqueur : 2023.